# Свети Теодор Тирон (Таксиархис)
„Свети Теодор Тирон“ (на гръцки: Αγίου Θεοδώρου του Τύρωνος) е възрожденска православна църква в село Таксиархис (Луково), Гърция, част от Касандрийската епархия.

## История
Църквата е еднокорабен гробищен храм с дървен керемиден покрив и керамопластична украса. Няма запазен надпис за датата на изграждане. Датира се в XVIII или в XIX век. Църквата е била метох на Дохиар.
В 1984 година църквата е обявена за защитен паметник на културата.